# كولنسونية صينية
كولنسونية صينية (الاسم العلمي:Collinsonia sinensis) هي نوع من النباتات تتبع جنس الكولنسونية من الفصيلة الشفوية.